# Catedral de Arapgir
La Catedral de Arapgir o Catedral de la Santa Madre de Dios (en turco: Arapkir Ana Kilisesi, en armenio: Սուրբ Աստվածածին վանք) fue una catedral armenia apostólica del siglo XIII en Arapgir, en la actual Turquía. La Catedral de Arapgir nombrado Santa Madre de Dios cuando fue edificada en el siglo XIII. Fue una de las mayores iglesias de la Armenia occidental. Era capaz de albergar a 3.000 personas. La catedral fue atacada, saqueada y quemada en 1915 durante el genocidio armenio. Después del ataque, fue reparada y se utilizó como escuela. En 1950 la Municipalidad de Arapgir decidió demoler los restos. El 18 de septiembre de 1957, la catedral fue volada con dinamita. Hoy solo quedan ruinas en el lugar.